# MALLIKA
MALLIKA（まりか、12月13日 - ）は、日本のヴァイオリニスト、シンガーソングライター。

## 人物
東京芸術大学音楽学部附属音楽高等学校から東京芸術大学に進み、演奏・歌唱・作詞・作曲・編曲などを全て手がけるマルチアーティスト。YouTubeでは歌い、踊りながらヴァイオリンを演奏するパフォーマーとして注目を集める。

## エピソード
- 芸名のMALLIKAは、クラシック活動と区別するためで、演奏曲はポップスが主である。
- 2018年秋に演奏動画を初投稿。2019年～ライブ配信を中心に本格的な活動を開始。配信内容は歌とヴァイオリンによる演奏が中心である。ヴァイオリンを始めたきっかけは4歳の頃、知り合いの息子が遊びに来た時にヴァイオリンを弾いているのを見て私もやりたいと言い出した事であった。8歳でツィゴイネルワイゼンを弾きこなしていた。ヴァイオリン以外にもピアノ、ヴィオラ、琴、ハーモニカなど演奏できる。
- 特にアニメが好きでライブ配信ではアニメソングを中心とした選曲となることが多い。
- 小学生の頃から東宝怪獣映画に登場するモスラ好きであることを配信などで挙げている。
- 食べることが大好きでファミリーレストランを梯子するようなこともある。
- 初めて中古で買ったCDは『海のトリトン』。高校では生徒会で書記を担った。
- 特技は同時に複数のものを聴けること。2つの端末で異なる映像を同時に見聞き出来る。

## ディスコグラフィー

### アルバム
| #   | 発売日         | タイトル              | 規格品番   | 最高位 |
| --- | -------------- | --------------------- | ---------- | ------ |
| 1st | 2019年12月21日 | MALLIKA Ⅰ Joker Night | VSMA-00001 | -      |
| 2nd | 2020年12月18日 | MALLIKA Ⅱ Aile        | VSMA-00002 | -      |

## 出演

### ラジオ
- 2020年6月13日 - 『アーティスト応援部』（渋谷クロスFM） - ゲスト出演
- 2019年3月30日 - 『アーティスト応援部 showroomSP』（渋谷クロスFM） - MC出演[2]

### 雑誌
- フリーペーパー『MOESTA』 2019年8月号
- WEBマガジン『Girl's Syrup』2019年9月号　巻頭グラビア掲載[3]

### 写真展
- 2019年3月22日～4月2日 - 『スタジオエイメイ大写真博覧会』（東京マルイANNEX）[4]

### ファッションショー
- 2019年3月3日 - 神戸コレクション[5]|  | この節は検証可能な参考文献や出典が全く示されていないか、不十分です。 出典を追加して記事の信頼性向上にご協力ください。（このテンプレートの使い方） 出典検索?: "MALLIKA" – ニュース · 書籍 · スカラー · CiNii · J-STAGE · NDL · dlib.jp · ジャパンサーチ · TWL (2020年9月) |

### ライブ
- 2019年12月21日 - MALLIKA First Live ~Start Line~2019 （青山月見ル君想フ）[6]
- 2020年12月13日 - MALLIKA Birthday Live 2020 ~Aile~ （LDH kitchen THE TOKYO HANEDA）[6]
- 2021年12月6日 - MALLIKAのヴァイオリンと歌う放送局 vol.1 ~初回記念放送~（六本木クラップス））[6]
- 2022年2月10日 - MALLIKAのヴァイオリンと歌う放送局 vol.2

### タイアップ
| 楽曲        | タイアップ                                                     | 時期       |
| ----------- | -------------------------------------------------------------- | ---------- |
| Joker Night | BSフジ『冗談騎士』EDテーマ曲                                   | 2019年7月  |
| Aile        | フジテレビ系『フューチャーランナーズ～17の未来～』公式テーマ曲 | 2020年7月  |
| Ciel        | フジテレビ系『フューチャーランナーズ～17の未来～』公式テーマ曲 | 2021年10月 |